# RNDC
Die Republic National Distributing Company, LLC, kurz RNDC, ist der zweitgrößte Getränkehändler für Wein und Spirituosen in den Vereinigten Staaten mit eigenen Betrieben in Alabama, Colorado, District of Columbia, Florida, Louisiana, Maryland, Mississippi, Nebraska, North Carolina, North Dakota, South Dakota, Texas, Virginia und West Virginia. Über Venture-Partnerschaften ist RNDC in Arizona, Indiana, Kentucky, Ohio, Oklahoma und South Carolina tätig. Insgesamt beschäftigt RNDC landesweit mehr als 9000 Mitarbeiter. Im Jahr 2019 lag der Umsatz bei 11 Milliarden US-Dollar.
Die früheste Vorgängergesellschaft von RNDC geht auf eine einzelne Vertriebsgesellschaft zurück, die 1898 in Pensacola, Florida, gegründet wurde. RNDC wurde am 1. Mai 2007 nach der erfolgreichen Fusion der ehemaligen Republic Beverage Company und National Distributing Company gegründet. Beide Unternehmen waren erfolgreiche, in Privatbesitz befindliche Spirituosen-Großhändler, die komplementäre Eigenschaften besaßen, so dass sie sich für eine groß angelegte Fusion eigneten. Zu den Akquisitionen gehörten Julius Schepps Co. in Texas, N. Goldring, Inc. in Florida und Best Brands of Oklahoma. Das Unternehmen hat eine Partnerschaft mit Young’s Market Company im Westen der USA.